# Villshärad
Villshärad is een plaats in Zweden, in de gemeente Halmstad in het landschap Halland en de provincie Hallands län. De plaats heeft 628 inwoners (2005) en een oppervlakte van 85 hectare.